# Cuverville (Calvados)
Cuverville és un municipi francès situat al departament de Calvados i a la regió de Normandia. L'any 2007 tenia 2.031 habitants.

## Demografia

### Població
El 2007 la població de fet de Cuverville era de 2.031 persones. Hi havia 684 famílies de les quals 88 eren unipersonals (32 homes vivint sols i 56 dones vivint soles), 196 parelles sense fills, 344 parelles amb fills i 56 famílies monoparentals amb fills.
La població ha evolucionat segons el següent gràfic:
Habitants censats

### Habitatges
El 2007 hi havia 703 habitatges, 695 eren l'habitatge principal de la família, 1 era una segona residència i 7 estaven desocupats. 699 eren cases i 3 eren apartaments. Dels 695 habitatges principals, 454 estaven ocupats pels seus propietaris, 234 estaven llogats i ocupats pels llogaters i 7 estaven cedits a títol gratuït; 12 tenien dues cambres, 75 en tenien tres, 186 en tenien quatre i 422 en tenien cinc o més. 602 habitatges disposaven pel capbaix d'una plaça de pàrquing. A 269 habitatges hi havia un automòbil i a 389 n'hi havia dos o més.

### Piràmide de població
La piràmide de població per edats i sexe el 2009 era:
| Homes | Edats   | Dones |
| ----- | ------- | ----- |
| 0     | 95 o +  | 0     |
| 0     | 90 a 94 | 8     |
| 0     | 85 a 89 | 0     |
| 8     | 80 a 84 | 12    |
| 16    | 75 a 79 | 20    |
| 12    | 70 a 74 | 12    |
| 16    | 65 a 69 | 16    |
| 32    | 60 a 64 | 28    |
| 36    | 55 a 59 | 32    |
| 80    | 50 a 54 | 76    |
| 72    | 45 a 49 | 84    |
| 88    | 40 a 44 | 112   |
| 68    | 35 a 39 | 64    |
| 40    | 30 a 34 | 72    |
| 52    | 25 a 29 | 40    |
| 52    | 20 a 24 | 56    |
| 92    | 15 a 19 | 96    |
| 84    | 10 a 14 | 92    |
| 80    | 5 a 9   | 76    |
| 68    | 0 a 4   | 20    |

## Economia
El 2007 la població en edat de treballar era de 1.338 persones, 1.009 eren actives i 329 eren inactives. De les 1.009 persones actives 948 estaven ocupades (495 homes i 453 dones) i 61 estaven aturades (24 homes i 37 dones). De les 329 persones inactives 111 estaven jubilades, 145 estaven estudiant i 73 estaven classificades com a «altres inactius».

### Ingressos
El 2009 a Cuverville hi havia 705 unitats fiscals que integraven 2.084,5 persones, la mediana anual d'ingressos fiscals per persona era de 18.533 €.

### Activitats econòmiques
Dels 51 establiments que hi havia el 2007, 1 era d'una empresa alimentària, 4 d'empreses de fabricació d'altres productes industrials, 13 d'empreses de construcció, 10 d'empreses de comerç i reparació d'automòbils, 2 d'empreses de transport, 2 d'empreses d'hostatgeria i restauració, 1 d'una empresa financera, 3 d'empreses immobiliàries, 1 d'una empresa de serveis, 9 d'entitats de l'administració pública i 5 d'empreses classificades com a «altres activitats de serveis».
Dels 17 establiments de servei als particulars que hi havia el 2009, 6 eren paletes, 2 guixaires pintors, 1 fusteria, 1 lampisteria, 3 electricistes i 4 perruqueries.
Dels 3 establiments comercials que hi havia el 2009, 1 era una botiga de més de 120 m², 1 una botiga de menys de 120 m² i 1 una botiga de material esportiu.

## Equipaments sanitaris i escolars
El 2009 hi havia 1 escola maternal i 1 escola elemental.

## Poblacions més properes
El següent diagrama mostra les poblacions més properes.